# Sacikî, Berdeansk
Sacikî (în ucraineană Сачки) este un sat în comuna Berestove din raionul Berdeansk, regiunea Zaporijjea, Ucraina.

## Demografie
Componența lingvistică a localității Sacikî
     Ucraineană (93,55%)
     Rusă (6,45%)
Conform recensământului din 2001, majoritatea populației localității Sacikî era vorbitoare de ucraineană (93,55%), existând în minoritate și vorbitori de rusă (6,45%).